# 天津科学技术馆
天津科学技术馆，简称天津科技馆，始建于1992年，1994年9月一期工程竣工，1995年元旦正式向公众开放，馆名由时任中共中央总书记、国家主席江泽民题词，已故著名数学家陈省身先生曾任名誉馆长。